# Comté de Fulton (Illinois)
Pour les articles homonymes, voir Comté de Fulton.
Le comté de Fulton est un comté situé dans l'État de l'Illinois, aux États-Unis. En 2000, sa population est de 38 250 habitants. Son siège est Lewistown.